# Bachsch
Bachsch (persisch بخش, DMG baḫš, Plural: bachschhā) ist eine Verwaltungsebene in Iran unterhalb der Verwaltungsbezirke (Verwaltungsbezirk: شهرستان Schahrestan) und oberhalb derjenigen, die gemeinsam aus Städten (Stadt: شهر Schahr) und Gemeinden (Gemeinde: دهستان Dehestan) gebildet wird. Das Wort wird im Folgenden mit „Kreis“ wiedergegeben und im Englischen häufig mit district. Iran hat 31 Provinzen (Ostanha), 336 Verwaltungsbezirke (Schahrestanha), 889 Kreise (Bachschha), 1016 Städte (Schahrha), 2400 Gemeinden (Dehestanha) und ca. 62.000 Dörfer (Dehha).

## Übersicht
Zu einem besseren Verständnis der Verwaltungseinheiten dient die folgende Übersicht. Als Beispiel dient eine Provinz P mit zwei Verwaltungsbezirken (Schahrestan): A und B. Verwaltungsbezirk A hat drei Kreise (Bachsch): Zentrum, X und Y. Der Kreis Zentrum ist derjenige Kreis, in dem die Stadt M liegt, der Hauptort des Verwaltungsbezirks. Jeder Kreis enthält eine oder mehrere Städte und eine oder mehrere Gemeinden (Gd). In unserem Beispiel enthält der Kreis Zentrum die Stadt M, die Stadt N und die Gemeinde T, welche aus den Dörfern D1, D2, D3 und D4 zusammengesetzt ist; Kreis X enthält die Stadt O und die Gemeinde U; und Kreis Y hat keine Städte und eine Gemeinde. Der kleinste Verwaltungsbezirk besteht aus nur einer Stadt als einzigem Kreis, der natürlich Zentrum heißt. Verwaltungsbezirk (Schahrestan) B in der folgenden Tabelle ist solch ein Typ, er enthält nur eine Stadt: Q.
| Provinz (ostan) | Verwaltungsbezirk (schahrestan) | Kreis (bachsch) | Stadt (schahr) / Gemeinde (dehestan) | Dörfer         |
| --------------- | ------------------------------- | --------------- | ------------------------------------ | -------------- |
| P               | A                               | Zentrum         | Stadt M (Hauptort)                   |                |
| P               | A                               | Zentrum         | Stadt N                              |                |
| P               | A                               | Zentrum         | Gd T                                 | D1, D2, D3, D4 |
| P               | A                               | X               | Stadt O                              |                |
| P               | A                               | X               | Gd U                                 | D5, D6         |
| P               | A                               | Y               | Gd V                                 | D7, D8, D9     |
| P               | B                               | Zentrum         | Stadt Q                              |                |

Die folgende Übersicht zu den Kreisen (Bachsch) Irans ist nach Provinzen, Verwaltungsbezirken (Schahrestanha) und Kreisen (Bachschha) untergliedert.

## Alborz
Hauptstadt Karadsch

### Eschtehard
Eschtehard

### Karadsch
Karadsch, Asara, Garmdarreh, Kamal Schahr, Mahdascht, Meschkin Dascht, Mohammadschahr

### Nazarabad
Nazarabad

### Sawodschbolagh
Haschtgerd, Chaharbagh, Golsar, Kuhsar, Schahr-e Dschadid-e Haschtgerd

### Taleghan
Taleghan

## Ardabil
Hauptstadt Ardabil

### Ardabil
Ardabil, Hir

### Bileh Savar
Bileh Savar, Jafarabad

### Germi
Germi, Tazeh Kand-e Aguti

### Khalkhal
Khalkhal, Hashatjin, Kolowr

### Kowsar
Kivi

### Meshgin Shahr
Meshgin Shahr, Lahrud, Razi

### Namin
Namin, Abi Beyglu, Anbaran

### Nir
Nir, Kuraim

### Parsabad
Parsabad, Aslan Duz

### Sareyn
Sareyn

## Buschehr
Hauptstadt Buschehr

### Asaluyeh
Asaluyeh, Nakhl Taqi

### Bushehr
Buschehr, Choghadak, Kharg

### Dashtestan
Borazjan, Ab Pakhsh, Dalaki, Kalameh, Sadabad, Shabankareh, Tang-e Eram, Vahdatiyeh

### Dashti
Khvormuj, Kaki, Shonbeh

### Deylam
Bandar Deylam, Imam Hassan

### Deyr
Bandar Deyr, Abdan, Bardestan, Bord Khun

### Dscham
Jam, Riz

### Ganaveh
Bandar Ganaveh, Bandar Rig

### Kangan
Bandar Kangan, Bandar Siraf, Bank

### Tangestan
Ahram, Delvar

## Chuzestan
Hauptstadt Ahvaz

### Abadan
Abadan, Arvandkenar

### Ahvaz
Ahvaz, Hamidiyeh

### Andika
Qaleh-ye Khvajeh

### Andimeshk
Andimeschk, Hoseyniyeh

### Baghmalek
Baghmalek, Qaleh Tall, Seydun

### Bavi
Mollasani, Sheybani, Veys

### Behbahan
Behbahān, Aghajari, Sardasht

### Dascht-e Azadegan
Susangerd, Bostan

### Dezful
Dezful, Dezab, Mianrud, Safiabad, Saland

### Gotvand
Gotvand, Jannat Makan

### Haftgel
Haftgel

### Hendijan
Hendijan, Zahreh

### Hoveyzeh
Hoveyzeh, Rafi

### Izeh
Izeh, Dehdez

### Khorramshahr
Khorramshahr, Minushahr, Moqavemat

### Lali
Lali

### Mahshahr
Bandar-e Mahshahr, Bandar-e Emam Khomeyni, Chamran

### Masdsched Soleyman
Masdsched Soleyman

### Omidiyeh
Omidiyeh, Jayezan

### Ramhormoz
Rāmhormoz

### Ramshir
Ramshir

### Shadegan
Schadegan

### Shush
Schusch, Alvan, Horr

### Schuschtar
Schuschtar

## Fars
Hauptstadt Schiras

### Abadeh
Abadeh, Bahman, Izadkhvast, Soghad, Surmaq

### Arsanjan
Arsanjan

### Bavanat
Surian, Korehi

### Darab
Darab, Jannat Shahr

### Eqlid
Eqlid, Sedeh

### Estahban
Estahban, Ij, Roniz

### Farashband
Farashband, Dehram, Nujin

### Fasa
Fasa, Now Bandegan, Sheshdeh, Zahedshahr

### Firuzabad
Firuzabad, Meymand

### Gerash
Gerash, Arad

### Jahrom
Dschahrom, Bab Anar, Duzeh, Qotbabad

### Kavar
Kavar

### Kazerun
Kazerun, Baladeh, Khesht, Konartakhteh, Nowdan, Qaemiyeh

### Kharameh
Kharameh

### Khonj
Khonj

### Khorrambid
Safashahr, Qaderabad

### Lamerd
Lamerd, Ahel, Alamarvdasht, Eshkanan

### Larestan
Lar, Beyram, Banaruiyeh, Evaz, Fishvar, Juyom, Khur, Latifi

### Mamasani
Nurabad, Khumeh Zar

### Marvdasht
Marvdasht, Kamfiruz, Ramjerd, Seyyedan

### Mohr
Mohr, Asir, Galleh Dar, Varavi

### Neyriz
Neyriz, Abadeh Tashk, Meshkan, Qatruyeh

### Pasargad
Saadat Shahr

### Qir and Karzin
Qir, Efzar, Karzin

### Rostam
Masiri

### Sarvestan
Sarvestan, Khavaran, Koohenjan

### Sepidan
Ardakan, Beyza, Hamashahr

### Schiras
Schiras, Darian, Lapui, Zarqan

### Zarrin Dasht
Hajjiabad, Dowbaran, Schahr-e Pir

## Ghom
Hauptstadt Ghom

### Ghom
Dastdscherd, Jafariyeh, Kahak, Ghom, Qanavat, Salafchegan

## Gilan
Hauptstadt Rascht

### Amlasch
Amlasch, Rankuh

### Astaneh-ye Aschrafiyeh
Astaneh-ye Ashrafiyeh, Kiashahr

### Astara
Astara, Lavandevil

### Bandar-e Anzali
Bandar-e Anzali

### Fuman
Fuman, Masuleh

### Lahidschan
Lahidschan, Rudboneh

### Langarud
Langarud, Chaf and Chamkhaleh, Kumeleh, Otaqvar, Shalman

### Masal
Masal, Bazar Jomeh

### Rascht
Rascht, Khomam, Khoshk-e Bijar, KuchIsfahan, Lasht-e Nesha, Sangar

### Rezvanschahr
Rezvanschahr, Pareh Sar

### Rudbar
Rudbar, Bareh Sar, Jirandeh, Lowshan, Manjil, Rostamabad, Tutkabon

### Rudsar
Rudsar, Chaboksar, Kelachay, Rahimabad, Vajargah

### Shaft
Shaft, Ahmadsargurab

### Siahkal
Siahkal, Deylaman

### Sowme'eh Sara
Sowme'eh Sara, Gurab Zarmikh, Marjaghal

### Talesh
Hashtpar, Asalem, Chubar, Haviq, Lisar

## Golestan
Hauptstadt Gorgan

### Aliabad
Aliabad-e Katul, Fazelabad

### Aqqala
Aqqala, Anbar Olum

### Azadshahr
Azadshahr, Neginshahr, Now Deh Khanduz

### Bandar-e Gaz
Bandar-e Gaz, Now Kandeh

### Gonbad-e Qabus
Gonbad-e Qabus, Incheh Borun

### Gorgan
Gorgan, Sarkhon Kalateh

### Kalaleh
Kalaleh

### Kordkuy
Kordkuy

### Maraveh Tappeh
Maraveh Tappeh

### Minudasht
Minudasht, Galikash

### Ramian
Ramian, Daland, Khan Bebin

### Torkaman
Bandar Torkaman, Gomishan, Siminshahr

## Hamadan
Hauptstadt Hamadan

### Asadabad
Asadabad

### Bahar
Bahar, Lalejin, Mohajeran, Salehabad

### Famenin
Famenin

### Hamadan
Hamadan, Juraqan, Maryanaj, Qahavand

### Kabudarahang
Kabudarahang, Gol Tappeh, Shirin Su

### Malayer
Malayer, Azandarian, Jowkar, Samen, Zangeneh

### Nahavand
Nahavand, Barzul, Firuzan, Giyan

### Razan
Razan, Damaq, Qorveh-e Darjazin

### Tuyserkan
Tuyserkan, Farasfaj, Sarkan

## Hormozgan
Hauptstadt Bandar-Abbas

### Abumusa
Abumusa

### Bandar Abbas
Bandar Abbas, Fin

### Bandar Lengeh
Bandar Lengeh, Kish, Bandar Charak, Kong

### Bashagard
Sardasht

### Bastak
Bastak, Jenah, Kukherd

### Hajjiabad
Hajjiabad, Fareghan

### Dschask
Bandar-e Dschask

### Khamir
Bandar Khamir, Ruydar

### Minab
Minab, Senderk, Sirik, Hasht Bandi

### Parsian
Parsian

### Qeshm
Qeshm, Dargahan, Suza, Hormuz

### Rudan
Rudan, Ziarat-e Ali

## Ilam
Hauptstadt Ilam

### Abdanan
Abdanan, Murmuri, Sarabbagh

### Darreh Shahr
Darreh Shahr, Badreh

### Dehloran
Dehloran, Meymeh, Musian, Pahleh

### Eyvan
Eyvan, Zarneh

### Ilam
Ilam, Chavar

### Malekshahi
Arakvaz, Delgosha

### Mehran
Mehran, Salehabad

### Schirvan-o-Chardavol
Sarableh, Asemanabad, Lumar, Towhid

## Isfahan
Hauptstadt Isfahan

### Aran va Bidgol
Aran va Bidgol, Abuzeydabad, Nushabad, Sefidshahr

### Ardestan
Ardestan, Mahabad, Zavareh

### Borkhar
Dowlatabad, Dastgerd, Habibabad, Khvorzuq, Komeshcheh, Shahpurabad

### Chadegan
Chadegan, Rozveh

### Dehaqan
Dehaqan

### Falavarjan
Falavarjan, Abrisham, Baharan Shahr, Imanshahr, Kelishad va Sudarjan, Pir Bakran, Qahderijan, Zazeran

### Faridan
Daran, Afus, Buin va Miandasht, Damaneh

### Fereydunshahr
Fereydunshahr, Barf Anbar

### Golpayegan
Golpayegan, Golshahr, Guged

### Isfahan
Isfahan, Baharestan, Ezhiyeh, Harand, Hasanabad, Khvorasgan, Kuhpayeh, Mohammadabad, Nasrabad, Nikabad, Sejzi, Tudeshg, Varzaneh

### Kashan
Kaschan, Barzok, Jowsheqan va Kamu, Meshkat, Neyasar, Qamsar, Maschhad-e Ardehal

### Khomeyni Shahr
Chomeinischahr, Dorcheh Piaz, Kushk

### Khur and Biabanak
Khur, Jandaq, Farkhi

### Khvansar
Khvansar

### Lenjan
Zarrin Shahr, Bagh-e Bahadoran, Chamgardan, Charmahin, Fuladshahr, Sedeh Lenjan, Varnamkhast, Zayandeh Rud

### Mobarakeh
Mobarakeh, Dizicheh, Karkevand, Talkhvoncheh, Zibashahr

### Nain
Nain, Anarak, Bafran

### Nadschafābād
Nadschafābād, Alavicheh, Dehaq, Goldasht, Jowzdan, Kahriz Sang

### Natanz
Natanz, Badrud, Khaledabad

### Semirom
Semirom, Hana, Komeh, Noqol, Vanak

### Shahreza
Shahreza, Manzariyeh

### Schahinschahr o Meymeh
Schahinschahr, Gaz, Meymeh, Vazvan

### Tiran-o-Korun
Tiran, Asgaran, Rezvanshahr

## Kerman
Hauptstadt Kerman (Iran)

### Anar
Anar, Aminshahr

### Anbarabad
Anbarabad, Mardehek

### Baft
Baft, Arzuiyeh, Bezenjan

### Bam
Bam, Baravat

### Bardsir
Bardsir, Golzar, Negar

### Fahradsch
Fahradsch

### Faryab
Faryab

### Jiroft
Dschiroft, Darb-e Behescht, Dschebalbarez

### Kahnudsch
Kahnudsch

### Kerman
Kerman, Anduhdscherd, Baghin, Tschatrud, Echtiarabad, Golbaf, Dschupar, Kazemabad, Mahan, Mohiabad, Rayen, Schahdad, Zangiabad

### Kuhbanan
Kuhbanan, Kian Schahr

### Manujan
Manujan, Nowdezh

### Narmashir
Narmashir, Nezamshahr

### Qaleh Ganj
Qaleh Ganj

### Rabor
Rabor

### Rafsanjan
Rafsanjan, Bahreman, Koshkuiyeh, Mes-e Sarcheshmeh, Safayyeh

### Ravar
Ravar, Hojedk

### Rigan
Mohammadabad, Mohammadabad-e Gonbaki

### Rudbar Jonubi
Rudbar

### Shahr-e Babak
Shahr-e Babak, Dehaj, Jowzam, Khatunabad, Khorsand

### Sirdschan
Sirdschan, Najaf Shahr, Pariz, Zeydabad

### Zarand
Zarand, Khanuk, Reyhan Shahr, Yazdan Shahr

## Kermānschāh
Hauptstadt Kermānschāh

### Dalahu
Kerend-e Gharb, Gahvareh

### Eslamabad-e Gharb
Eslamabad-e Gharb, Homeyl

### Gilan-e Gharb
Gilan-e Gharb, Sarmast

### Harsin
Harsin, Bisotun

### Dschavanrud
Javanrud

### Kangavar
Kangavar

### Kermanshah
Kermānschāh, Halashi, Kuzaran, Robat

### Paveh
Paveh, Bayangan, Nowdeshah, Nowsud

### Qasr-e Shirin
Qasr-e Schirin, Sumar

### Ravansar
Ravansar

### Sahneh
Sahneh, Mian Rahan

### Salas-e Babadschani
Tazehabad, Ozgoleh

### Sarpol-e Zahab
Sarpol-e Zahab

### Sonqor
Sonqor, Satar

## Kohgiluye und Boyer Ahmad
Hauptstadt Yasudsch

### Bahmai
Likak

### Basht
Basht

### Boyer-Ahmad
Yasudsch, Garab-e Sofla, Margown

### Charam
Charam

### Dana
Sisakht, Chitab, Pataveh

### Gachsaran
Dogonbadan

### Kohgiluyeh
Dehdasht, Dishmok, Landeh, Qaleh Raisi, Suq

## Kordestān
Hauptstadt Sanandadsch

### Baneh
Baneh, Armardeh, Buin-e Sofla, Kani Sur

### Bijar
Bijar, Babarashani, Yasukand

### Dehgolan
Dehgolan, Bolbanabad

### Divandarreh
Divandarreh, Zarrineh

### Kamyaran
Kamyaran, Muchesh

### Marivan
Marivan, Chenareh, Kani Dinar

### Qorveh
Qorveh, Delbaran, Dezej, Serishabad

### Sanandadsch
Sanandadsch, Shuyesheh

### Saqqez
Saqqez, Saheb

### Sarvabad
Sarvabad

## Lorestan
Hauptstadt Chorramabad

### Aligudarz
Aligudarz

### Azna
Azna, Momenabad

### Borudscherd
Borudscherd, Oshtorinan

### Chorramabad
Chorramabad, Bayranshahr, Sepiddasht, Zagheh

### Delfan
Nurabad

### Dorud
Dorud, Chalanchulan

### Dowreh
Sarab-e Dowreh, Veysian

### Kuhdasht
Kuhdasht, Chaqabol, Darb-e Gonbad, Garab, Kunani

### Pol-e Dochtar
Pol-e Dochtar, Mamulan

### Selseleh
Aleshtar, Firuzabad

## Markazi
Hauptstadt Arak

### Arak
Arak, Davudabad, Karahrud, Senjan

### Ashtian
Ashtian

### Delijan
Delijan, Naraq

### Farahan
Farmahin, Saruq

### Khomeyn
Khomeyn, Qurchi Bashi

### Khondab
Khondab

### Komijan
Komijan, Milajerd

### Mahallat
Mahallat, Nimvar

### Saveh
Saveh, Gharqabad, Nowbaran

### Shazand
Shazand, Astaneh, Bazneh, Hendudur, Tureh

### Tafresh
Tafresh

### Zarandieh
Mamuniyeh, Parandak, Razeghi, Zaviyeh

## Māzandarān
Hauptstadt Sari

### Amol
Amol, Dabudasht, Gazanak, Rineh

### Babol
Babol, Amirkola, Galugah, Gatab, Khush Rudpey, Marzikola, Zargarmahalleh

### Babolsar
Babolsar, Bahnemir, Kalleh Bast

### Behshahr
Behshahr, Khalil Shahr, Rostamkola

### Chalus
Tschalus, Kelardasht, Marzanabad

### Fereydunkenar
Fereydunkenar

### Galugah
Galugah

### Dschuybar
Dschuybar, Kuhi Kheyl

### Mahmudabad
Mahmudabad, Sorkhrud

### Miandorud
Surak

### Neka
Neka

### Nowshahr
Nowshahr

### Nur
Nur, Baladeh, Chamestan, Izadshahr, Royan

### Qaem Shahr
Qaem-Schahr, Kiakola

### Ramsar
Ramsar, Ketalem and Sadat Shahr

### Sari
Sari, Farim, Kiasar

### Savādkuh
Zirab, Alasht, Pol-e Sefid, Shirgah

### Tonekabon
Tonekabon, Abbasabad, Kelarabad, Khorramabad, Nashtarud, Salman Shahr

## Nord-Chorasan
Hauptstadt Bodschnord

### Bodschnord
Bodschnord, Hesar-e Garmkhan, Raz

### Esfarayen
Esfarayen, Safiabad

### Faruj
Faruj

### Garmeh
Garmeh, Daraq

### Jajrom
Jajarm, Sankhvast, Shoqan

### Maneh-o-Samalqan
Ashkhaneh, Pish Qaleh, Ghazi

### Shirvan
Shirvan, Lujali

## Ost-Aserbaidschan
Hauptstadt Täbris

### Ahar
Ahar, Hurand

### Ajab Shir
Ajab Shir, Khezerlu

### Azarschahr
Azarschahr, Gugan, Mamqan

### Bonab
Bonab

### Bostanabad
Bostanabad, Tekmeh Dash

### Charuymaq
Qarah Aghaj

### Hashtrud
Hashtrud, Nazarkahrizi

### Heris
Heris, Bakhshayesh, Khajeh, Kolvanaq, Zarnaq

### Jolfa
Dscholfa, Hadishahr, Siah Rud

### Kaleybar
Kaleybar, Abish Ahmad

### Khoda Afarin
Chomarlu

### Malekan
Malekan, Leylan

### Maragheh
Maragheh, Kharaju

### Marand
Marand, Bonab Jadid, Koshksaray, Yamchi, Zonuz

### Meyaneh
Meyaneh, Aqkand, Tark, Torkamanchay

### Osku
Osku, Ilkhchi, Sahand

### Sarab
Sarab, Duzduzan, Mehraban, Sharabian

### Shabestar
Shabestar, Khamaneh, Kuzeh Kanan, Sharafkhaneh, Shendabad, Sis, Sufian, Tasuj, Vayqan

### Täbris
Täbris, Basmenj, Khosrowshahr, Malek Kian, Sardrud

### Varzaqan
Varzaqan, Kharvana

## Qazvin
Hauptstadt Qazvin

### Abyek
Abyek, Khak-e Ali

### Alborz
Alvand, Bidestan, Mohammadiyeh

### Buinsahra
Buinsahra, Abgarm, Ardak, Avaj, DanIsfahan, Sagezabad, Shal

### Qazvin
Qazvin, Eqbaliyeh, Kuhin, Mahmudabad Nemuneh, Moallem Kalayeh, Razmian, Sirdan

### Takestan
Takestan, Esfarvarin, Khorramdasht, Narjeh, Ziaabad

## Razavi-Chorasan
Hauptstadt Maschhad

### Bajestan
Bajestan, Yunesi

### Bakharz
Bakharz

### Bardaskan
Bardaskan, Anabad, Shahrabad

### Chenaran
Chenaran

### Dargaz
Dargaz, Chapeshlu, Lotfabad, Now Khandan

### Fariman
Fariman, Farhadgerd, Qalandarabad, Sefid Sang

### Firuzeh
Firuzeh, Hemmatabad

### Gonabad
Gonabad, Bidokht, Kakhk

### Joghatai
Joghatai

### Jowayin
Neqab

### Kalat
Kalat, Shahr-e Zow

### Kaschmar
Kaschmar, Rivash

### Khalilabad
Khalilabad, Kondor

### Khoshab
Soltanabad

### Khvaf
Khvaf, Nashtifan, Qasemabad, Salami, Sangan

### Mahvelat
Feyzabad, Shadmehr

### Maschhad
Maschhad, Malekabad, Razaviyeh

### Nischapur
Nischapur, Chekneh, Darrud, Kharv, Eshqabad, Qadamgah

### Quchan
Quchan, Bajgiran

### Rashtkhvar
Rashtkhvar, Jangal

### Sabzevar
Sabzevar, Davarzan, Rud Ab, Sheshtomad

### Sarakhs
Sarakhs, Mazdavand

### Taybad
Taybad, Kariz, Mashhad Rizeh

### Torbat-e Heidarije
Torbat-e Heidarije, Bayg, Kadkan, Robat-e Sang

### Torbat-e Jam
Torbat-e Jam, Nasrabad, Nilshahr, Salehabad

### Torghabe-o-Shandiz
Torqabeh, Shandiz

### Zaveh
Dowlatabad

## Semnan
Hauptstadt Semnan

### Damghan
Damghan, Amiriyeh, Dibaj, Kalateh Rudbar

### Garmsar
Garmsar, Aradan, Eyvanki

### Mehdishahr
Mehdishahr, Darjazin, Shahmirzad

### Semnan
Semnan, Sorkheh

### Shahrud
Shahrud, Bastam, Beyarjomand, Kalateh Khij, Meyami, Mojen

## Sistan und Belutschistan
Hauptstadt Zahedan

### Chah Bahar
Tschahbahar, Negur

### Dalgan
Galmurti

### Hirmand
Dust Mohammad

### Iranshahr
Iranshahr, Bampur, Bazman

### Khash
Khash, Nukabad

### Konarak
Konarak

### Mehrestan
Zaboli

### Nik Shahr
Nik Shahr, Bent, Espakeh, Fanuj, Qasr-e Qand

### Saravan
Saravan, Jaleq, Sirkan

### Sarbaz
Rasak, Pishin, Sarbaz

### Sib o Soran
Suran, Hiduj

### Zabol
Zabol, Adimi, Bonjar, Mohammadabad

### Zahedan
Zahedan, Mirjaveh, Nosratabad

### Zehak
Zehak

## Süd-Chorasan
Hauptstadt Birdschand

### Birdschand
Birdschand, Chusf

### Boschruyeh
Boschruyeh, Eresk

### Darmian
Asadiyeh, Tabas-e Masina

### Ferdows
Ferdows, Eslamiyeh

### Nehbandan
Nehbandan, Shusef

### Qaen
Qāen, Arianshahr, Esfeden, Hajjiabad, Khezri Dasht Beyaz, Zohan, Nimbeluk

### Sarayan
Sarayan, Ayask, Seh Qaleh

### Sarbisheh
Sarbisheh, Mud

## Teheran
Hauptstadt Teheran

### Baharestan
Nasim Shahr, Nasirabad

### Damavand
Damavand, Abali, Absard, Kilan, Rudehen

### Eslamshahr
Eslamshahr, Chahardangeh

### Firuzkuh
Firūzkuh, Arjomand

### Malard
Malard, Safadasht

### Pakdasht
Pakdasht, Sharifabad

### Pishva
Pishva

### Qods
Qods

### Rey
Rey, Baqerschahr, Hasanabad, Kahrisak

### Robat Karim
Robat Karim, Golestan, Salehabad

### Schahriar
Schahriar, Andischeh, Baghestan, Ferdowsieh, Sabaschahr, Schahedschahr, Vahidieh

### Shemiranat
Shemiran, Fasham, Lavasan, Tajrish

### Tehran
Teheran, Bumahen, Pardis

### Varamin
Varamin, Javadabad, Qarchak

## Tschahār Mahāl und Bachtiyāri
Hauptstadt Schahr-e Kord

### Ardal
Ardal

### Borujen
Borujen, Boldaji, Faradonbeh, Gandoman, Naqneh, Sefiddasht

### Farsan
Farsan, Babaheydar, Junqan

### Kiar
Shalamzar, Gahru, Naghan

### Kuhrang
Chelgard

### Lordegan
Lordegan, Aluni, Mal-e Khalifeh

### Schahr-e Kord
Schahr-e Kord, Ben, Farrokh Shahr, Hafshejan, Kian, Nafech, Saman, Sudjan, Soreshjan, Taqanak

## West-Aserbaidschan
Hauptstadt Urmia

### Bukan
Bukan, Simmineh

### Chaldoran
Siah Cheshmeh, Avajiq

### Chaypareh
Qarah Zia od Din

### Choy
Choy, Firuraq, Ivughli

### Mahabad
Mahabad

### Maku
Maku, Bazargan

### Miandoab
Miandoab, Baruq, Chahar Borj

### Naqadeh
Naqadeh, Mohammadyar

### Oshnavieh
Oshnavieh, Nalus

### Piranschahr
Piranschahr, Gerd Kashaneh

### Poldascht
Poldascht

### Salamas
Salamas, Tazeh Shahr

### Sardasht
Sardasht, Mirabad, Rabat

### Schahin Dezh
Schahin Dezh, Keshavarz, Mahmudabad

### Showt
Showt

### Takab
Takab

### Urmia
Urmia, Nushin, Qushchi, Serow, Silvaneh

## Yazd
Hauptstadt Yazd

### Abarkuh
Abarkuh, Mehrdasht

### Ardakan
Ardakan, Ahmadabad, Aqda

### Bafq
Bafq

### Behabad
Behabad

### Khatam
Herat, Marvast

### Mehriz
Mehriz

### Meybod
Meybod

### Saduq
Ashkezar, Khezrabad, Nadushan

### Tabas
Tabas, Deyhuk, Eshqabad

### Taft
Taft, Nir

### Yazd
Yazd, Hamidiyeh, Shahediyeh, Zarach

## Zandschan
Hauptstadt Zandschan

### Abhar
Abhar, Hidaj, Sain Qaleh, Soltaniyeh

### Chodabandeh
Qidar, Garmab, Sohrevard, Sojas, Zarrin Rud

### Chorramdarreh
Chorramdarreh

### Ijrud
Zarrinabad, Halab

### Mahneshan
Mah Neshan, Dandi

### Tarom
Ab Bar, Chavarzaq

### Zandschan
Zandschan, Armaghankhaneh